# St. Benedikt (Lankwitz)

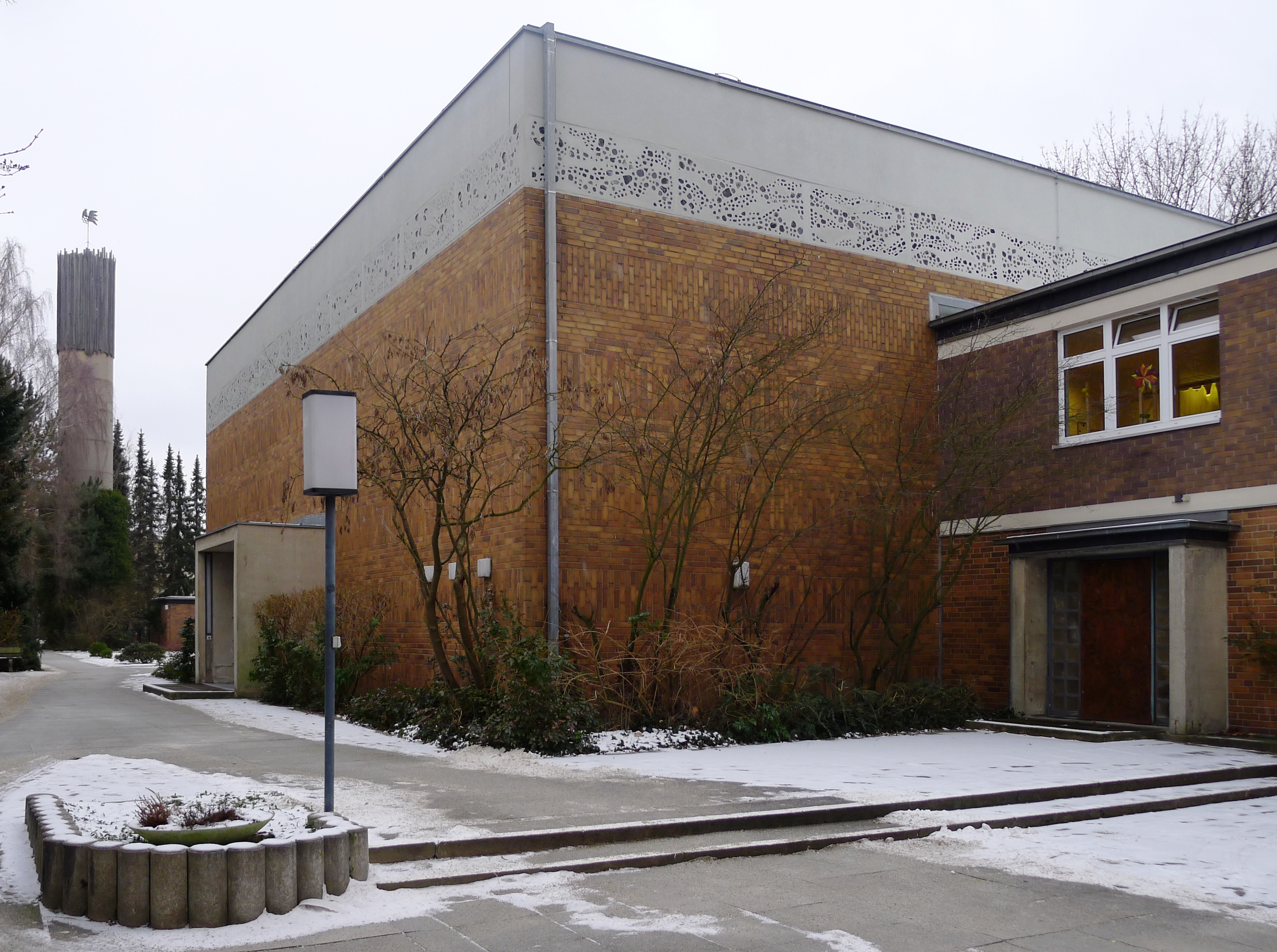
St. Benedikt

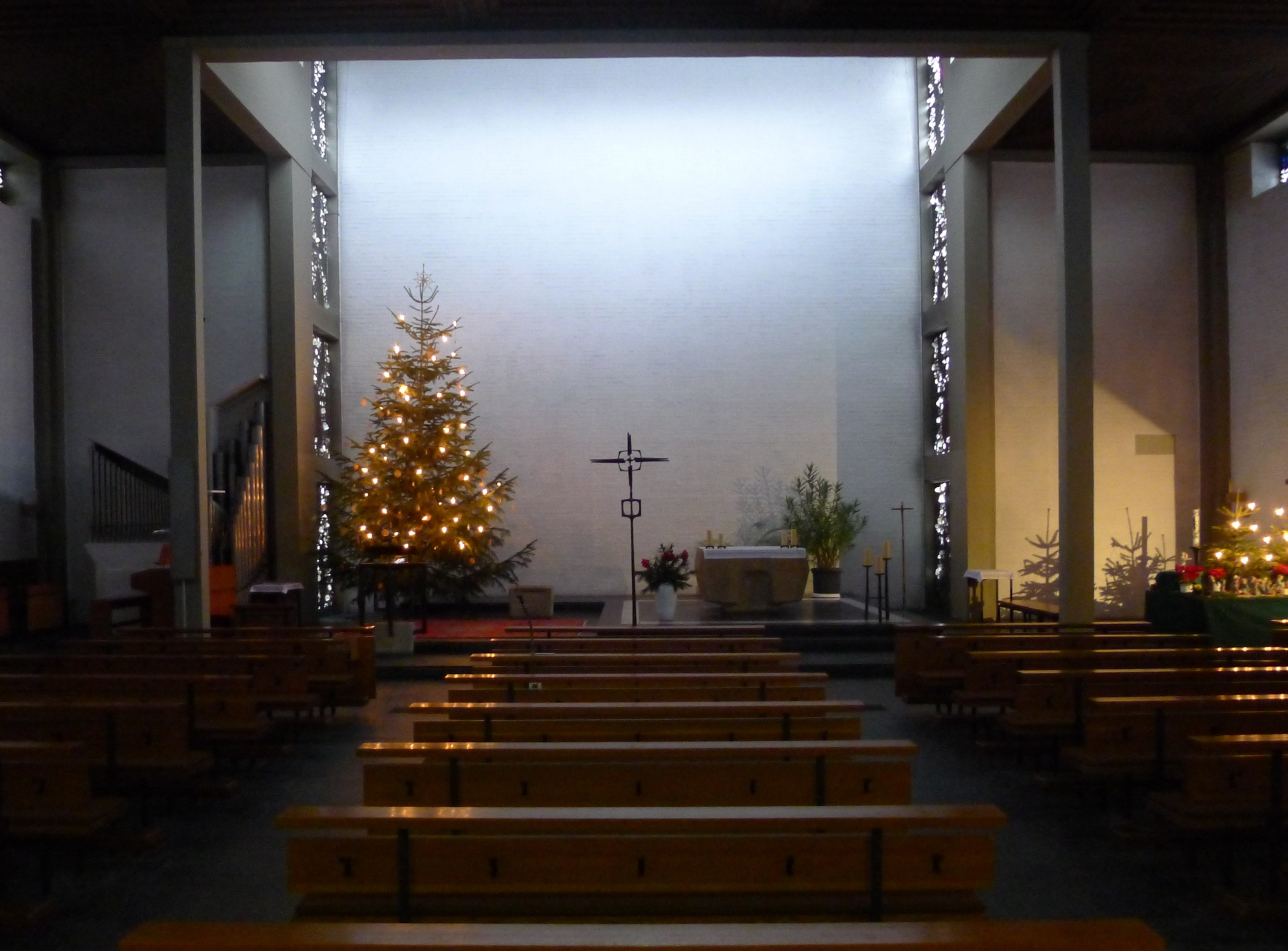
St. Benedikt, Innenansicht Altarraum

Die Kirche Sankt Benedikt in der Kaulbachstraße 62–64 im Berliner Ortsteil Lankwitz (Bezirk Steglitz-Zehlendorf) ist eine römisch-katholische Kirche in der Pfarrei Maria Rosenkranzkönigin, Berlin-Steglitz/Lankwitz/Dahlem des Erzbistums Berlin. Das Gotteshaus wurde 1968 vollendet und steht unter Denkmalschutz.

## Geschichte
Die Gemeinde St. Benedikt ging aus der katholischen Kirchengemeinde Mater Dolorosa hervor. Nach der Zerstörung der Gartenstadt Lankwitz im Zweiten Weltkrieg entstanden im Ortsteil viele Mehrfamilienwohnhäuser, die zahlreiche Menschen beherbergten. So wurde die Teilung des Pfarrbezirks notwendig. Gottesdienste fanden zwar regelmäßig bereits zwischen 1946 und 1952 im St.-Franziskus-Heim an der Kaulbachstraße statt, wo später auch das Gemeindezentrum St. Benedikt entstand. Doch wurde die Tradition erst ab 1956 in einer eigenen Notkirche wieder fortgeführt. 1966 wurde ein erster Seelsorger angestellt und 1967 die Kuratie „St. Benedikt“ gegründet.
1967 wurde der Grundstein für die Kirche gelegt. Im Andenken an die Benediktiner der Abtei Maria Laach sollte die Tochterkirche in Lankwitz dem heiligen Ordensgründer Benedikt von Nursia gewidmet werden. Die Kirche wurde in den Jahren 1967/1968 nach den Plänen des Wiesbadener Architekten Paul Johannbroer unter Mitwirkung des Berliner Baumeisters H. Petersburs im Architekturstil der Nachkriegsmoderne errichtet. Sie bildet den Mittelpunkt eines am 11. Juli 1968 durch Erzbischof Alfred Kardinal Bengsch geweihten Gemeindezentrums.
Im Jahr 2004 fusionierten die ehemals selbstständigen Pfarreien St. Benedikt, St. Johannes Evangelist und Von der Auferstehung Christi zur Pfarrei St. Benedikt. 2014 wurde das Kirchengebäude Von der Auferstehung Christi verkauft und wird heute mit dem Namen St. Emmanuel von der Äthiopisch-Orthodoxen Tewahedo-Kirche in Deutschland Berlin/Brandenburg genutzt. Seit dem 1. Januar 2023 gehört St. Benedikt zur Pfarrei Maria Rosenkranzkönigin – Steglitz-Lankwitz-Dahlem; Pfarrkirche ist die Rosenkranzbasilika.

## Außenarchitektur
Das Kirchengebäude, 20,50 Meter lang und breit, ist in Würfelform gestaltet. Die Höhe über dem Altarraum beträgt elf Meter, das Hauptschiff ist neun Meter hoch. Das Dach ist ohne Schrägen als Flachdach gehalten. Die Baugestaltung solle „klar und geordnet“ wirken und so dem „Geiste Benedikts“ entsprechen.
Die Fassade ist überwiegend aus gelblich-rötlichen Backsteinen gemauert, ergänzt um umlaufende Bänder aus Guss- und Glasbeton und nicht verputzt. Ein Kreuz schmückt den Giebel.
Der freistehende runde Kirchturm aus Sichtbetonringen erreicht eine Höhe von 22 Metern und befindet sich direkt neben dem Hauptzugang zum Gemeindezentrum an der Kaulbachstraße. Bekrönt wird der Turm von einem Wetterhahn aus Kupfer. In ihm hängt eine Bronzeglocke, die 1925 von Petit & Gebr. Edelbrock gegossen wurde. Bei einem Durchmesser von 44 cm und einer Höhe von 38 cm wiegt sie 50 kg. Ihr Schlagton ist gis″. In der Flanke befindet sich die Inschrift
ME RESONANTE TUAS LAUDES NICOLAE PRECARE, FLAMMIS AETERNI UT DOMINUS NOS LIBERET IGNIS.
Wenn ich dein Lob erschallen lasse, Nikolaus, ist es das Gebet, dass der Herr uns vor den Flammen des ewigen Feuers bewahre.

## Innengestaltung und Ausstattung
Die Kirche St. Benedikt bildet in ihrem Aufbau und in ihrer Einfachheit eine benediktinische Mönchszelle nach. Der Innenraum des Kirchgebäudes ist hell gehalten, die Wände sind aus weißem Kalksandstein gefertigt. Helle getönte Bauelemente aus Glasstahlbeton sowie weitere Glaselemente schließen umlaufend die Wände zur Decke hin ab. Die Kassettendecke hat großformatige quadratische Felder, die, vielfach gestuft, zu einem kleinen inneren Quadrat aufsteigt. Die moderne Glaskunst wurde nach Entwürfen des Hattersheimer Künstlers Josef Jost ausgeführt. Gesonderte Kirchenfenster sind nicht vorhanden.
Der Altartisch ist würfelförmig. Altarkreuz, Ambo und ein Stehleuchter sind aus Metall künstlerisch modern gestaltet.
Unter den Apostelleuchtern ist je ein Stein aus einer Benediktinerabtei eingelassen; dadurch wird eine Verbindung zwischen der Kirche und der Ordensgeschichte der Benediktiner hergestellt. Im hinteren Teil der Kirche stehen eine Statue der Muttergottes, die aus der 2014 verkauften Kirche „Von der Auferstehung Christi“ stammt, und ihr gegenüber eine Figur des heiligen Benedikt.

## Orgeln
Die Pfeifenorgel befindet sich zu ebener Erde im linken Teil des Altarbereichs. Sie wurde 1971 von Detlef Kleuker gebaut und hat acht Register auf einem Manual und Pedal, die Trakturen sind elektrisch.
Disposition der Kleuker-Orgel
| Manual C–g3  |       |
| Spitzflöte   | 8′    |
| Rohrflöte    | 8′    |
| Prinzipal    | 4′    |
| Koppelflöte  | 4′    |
| Waldflöte    | 2′    |
| Quinte       | 1 ⁄3′ |
| Mixtur II-IV | 1′    |

| Pedal C–f1 |     |
| Subbass    | 16′ |

- Koppeln: I/P
- Spielhilfen: freie Kombination, Tutti

Da sich die Pfeifenorgel in einem schlechten Zustand befindet, erfolgt die Liedbegleitung im Gottesdienst mit einer Ahlborn-Digitalorgel aus den 1900er-Jahren mit 25 Registern auf zwei Manualen und Pedal, die ebenfalls im linken Altarraum steht.
Disposition der Ahlborn-Orgel
| I Hauptwerk C–c4 |       |
| Prinzipal        | 8′    |
| Rohrflöte        | 8′    |
| Oktave           | 4′    |
| Spitzflöte       | 4′    |
| Superoktave      | 2′'   |
| Superquinte      | 1 ⁄3′ |
| Mixtur III       |       |
| Regal            | 16′   |
| Trompete         | 8′    |

| II Schwellwerk C–c4 |        |
| Gedackt             | 8′     |
| Gamba               | 8′     |
| Vox coelestis       | 8′     |
| Prinzipal           | 4′     |
| Nachthorn           | 4′     |
| Nasat               | 2 ⁄3′  |
| Waldflöte           | 2′     |
| Terz                | 1 3⁄5′ |
| Zimbel III          |        |
| Oboe                | 8′     |
| Tremulant           |        |

| Pedal C–f1 |     |
| Subbass    | 16′ |
| Prinzipal  | 8′  |
| Gedackt    | 8′  |
| Oktave     | 4′  |
| Fagott     | 16′ |
| Regal      | 4′  |

- Koppeln: II/I, I/P, II/P
- Spielhilfen: 5 Setzerkombinationen, Mixturenplenum, Tutti

## Grundstücksnutzungen und Verkehrsanbindung
Das Pfarrhaus und eine Kindertagesstätte wurden auf dem 120 Meter tiefen und 50 Meter breiten Grundstück beiderseits dem Kirchengebäude angebaut.
Die Kirche liegt direkt am Bahnhof Berlin-Lankwitz der S-Bahn, Linie S25. Verschiedene Omnibuslinien der BVG halten ebenfalls nahe der Kirche.